# Cámara réflex de objetivos gemelos

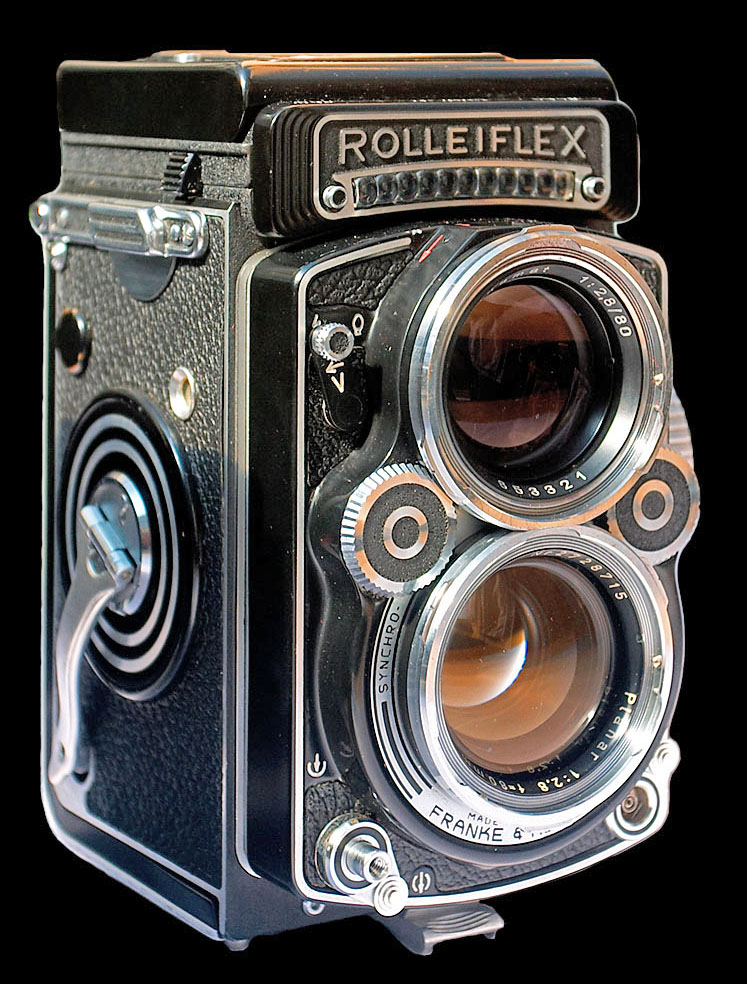
La clásica Rolleiflex TLR.

Las cámaras réflex de objetivos gemelos, normalmente conocidas como TLR (del inglés Twin lens reflex), son aquellas cámaras fotográficas que disponen de dos objetivos gemelos en cuanto a distancia focal, aunque el superior carece de diafragma y de obturador. La misión de este objetivo es únicamente ofrecer una imagen al visor. Ofrecieron en su día una alternativa a las cámaras réflex de objetivo único (SLR).
La imagen para el visor se forma sobre un cristal horizontal situado en la parte superior de la cámara, por lo que la postura idónea que ha de adquirir el fotógrafo es situar en la cintura y mirar desde arriba. 
Por motivos prácticos todas las TLRs son cámaras de carrete, principalmente usando formato 120, aunque muchas utilizan otros formatos. No existen cámaras multipropósito con objetivos gemelos, dado que se dejaron de producir con la generación de fotografía digital. La única excepción es la Rollei Mini-Digi, destinada a coleccionistas por su elevado precio e introducida en 2004.

## Historia
Las cámaras de doble lente surgieron por primera vez en 1870, debido al descubrimiento de que el hecho de tener una segunda lente acompañando a la lente encargada de captar la imagen permitiría enfocar sin tener que cambiar constantemente el vidrio opaco por la placa, reduciendo así el tiempo requerido para tomar la fotografía. Este tipo de técnica se siguió utilizando hasta finales de la década de los sesenta.
La cámara de doble lente supuso así una revolución. Usar un espejo reflector para que el fotógrafo, a través de un visor, observara lo que estaba captando el objetivo también permitía que la cámara fuera mucho más estable que si estuviera siendo sujetada en mano. Por supuesto, este mecanismo también se utilizaba en las cámaras de un solo objetivo. Sin embargo, las primeras cámaras de este tipo causaban problemas, dada la necesidad de apartar el espejo del plano focal para permitir la entrada de luz hacia la placa, y así poder captar la fotografía. Cuando se consiguió automatizar este proceso, el movimiento del espejo podía causar un leve desplazamiento de la cámara, lo cual provoca una sensación de difuminado en la imagen.
```
El modelo de la compañía londinense de estereoscopios "Carlton", de 1885, tiene el honor de ser la primera TLR para distribución comercial.
```

El mayor paso dado en favor de la comercialización de las TLR vino con el modelo Rolleicord y, en 1929, con Rolleiflex, desarrollada por Franke & Heidecke en Alemania. El modelo Rolleiflex fue masivamente imitado, y la mayoría del mercado de TLR bebe de su diseño.
Hoy en día, las cámaras de doble lente siguen siendo fabricadas en Alemania por la empresa DHW Fototechnik, sucesores de Franke & Heidecke.

## Ventajas e inconvenientes
Las ventajas de las TLR son:
- Mayor precisión en el enfoque y en menor medida en el encuadre frente a las cámaras de visor y mayor flexibilidad a la hora de usar distintos objetivos.
- Permite seguir viendo el sujeto de la toma mientras el obturador está abierto, cosa que en las réflex de un solo objetivo no es posible (especialmente útil en exposiciones prolongadas).
- Mayor precisión en la obturación, por no verse afectadas por el golpe del espejo de las SLR, que puede generar perdida de nitidez en velocidades lentas.
- Menor ruido al disparar, pues no requieren mover el espejo de las SLR, únicamente requieren del mecanismo obturador, el cual es del tipo central.

Los inconvenientes son:
- Este tipo de visores réflex no logran eliminar el error de paralaje, pues aunque ambos se montan muy próximos, siempre hay una distancia física entre los objetivos.
- Aunque se corrige la inversión vertical, no ocurre lo mismo con la lateral, con lo que su manejo eficaz requiere de cierta experiencia.
- Las cámaras, al incorporar dos objetivos, son más grandes y pesadas, y el precio se incrementa considerablemente.
- La imagen del visor no es muy luminosa. Muchas veces es necesario evitar que en ella se refleje la luz para poder verla bien. Por ello, la cámara lleva una especie de capuchón metálico plegable que cuando se despliega protege el visor de la luz incidente (es una imitación a pequeña escala de los paños negros de los fotógrafos antiguos).